# نیشیهارا، اوکیناوا
نیشیهارا، اوکیناوا (به لاتین: Nishihara, Okinawa) یک منطقهٔ مسکونی در ژاپن است که در استان اوکیناوا واقع شده‌است. نیشیهارا  ۳۴٬۹۰۲ نفر جمعیت دارد.